# Камская государственная инженерно-экономическая академия
Камская государственная инженерно-экономическая академия (ИНЭКА) — высшее учебное заведение в Республике Татарстан, существовавшее в 1980—2012 годах. Создание связано со строительством КАМАЗа в городе Набережные Челны, с целью обеспечения предприятия инженерными кадрами.

## История
Основан в 1980 году на базе общетехнического факультета Казанского инженерно-строительного института как Камский политехнический институт (КамПИ), у истоков создания которого стояли Р. К. Беляев, Л. Б. Васильев, Е. Н. Батенчук.
С 2001 года — Камский государственный политехнический институт;
В 2005 году присвоен статус академии, в результате был переименован в Камскую государственную инженерно-экономическую академию (ИНЭКА).
За 1980—2005 подготовлено свыше 16 тысяч специалистов (из них с высшим образованием 14977 чел.), среди которых доктор техн. наук, лауреат Премии имени Х. М. Муштари Н. А. Чемборисов, лауреат Государственной премии РФ С. Г. Савостин, кандидат физико-математических наук Р. А. Зиатдинов (Сеульский национальный университет, Южная Корея), Заслуженный конструктор РФ, Заслуженный машиностроитель Республики Татарстан, Лауреат государственной премий имени В.Е.Алемасова Гимадиев Айрат Мунирович и др.
На 2006: обучаются 12,1 тыс. студентов по 44 специальностям высшего и 17 специальностям среднего профессионального образования.
Свыше 400 преподавателей, в том числе 39 докторов наук и профессоров, около 250 кандидатов наук и доцентов, всего работает 30 кафедр.
В 2012 вышел приказ Министерства просвещения России о присоединении ИНЭКА к Казанскому университету.

## Структура
Бывшая материально-техническая база: 5 учебных корпусов, 4 общежития, спортивный комплекс со спортивным манежем, стадионом, культурно-деловой центр с актовым залом, база отдыха, санаторий-профилакторий; информационно-вычислительный центр. центр дистанционного образования, библиотека с фондом 350 тыс. единиц, издательский центр, узел глобальной сети Интернет.
Была открыта аспирантура, в которой обучались по 12 специальностям, свыше 150 аспирантов, действовали 4 специализированных диссертационных совета (в том числе два докторских) по присуждению ученых степеней кандидатов наук (с 2001) и докторов наук (с 2005).
Был открыт филиал в г. Чистополь, представительства в Азнакаево, Альметьевске и Бугульме;
С 1982 проведено более 20 научно-технических конференций (в 1995 они приобрели статус международных), ежегодно выпускается более 10 монографий, а также другие научные публикации. Учеными и преподавателям получено более 180 авторских свидетельств и 80 патентов. Издавалась газета «Перемена», был создан музей.

### Факультеты
- Автоматизации и прогрессивных технологий;
- Автомеханический факультет;
- Строительный факультет;
- Экономический факультет;
- Институт международного бизнеса;